# NGC 3044
NGC 3044 (другие обозначения — UGC 5311, MCG 0-25-31, ZWG 7.56, FGC 965, IRAS09511+0148, PGC 28517) — спиральная галактика с перемычкой (SBc) в созвездии Секстант.
Этот объект входит в число перечисленных в оригинальной редакции «Нового общего каталога».
В галактике вспыхнула сверхновая SN 1983E, её пиковая видимая звездная величина составила 14,0.
В галактике наблюдается излучение на частоте 617 МГц. В NGC 3044 есть много холодной пыли с массой около 190 миллионов масс Солнца.